# Club Triple Or
Le Club Triple Or (en anglais : Triple Gold Club) est un terme utilisé pour désigner un groupe de joueurs de hockey sur glace ayant remporté à la fois les Jeux olympiques, le championnat du monde et la Coupe Stanley de la Ligue nationale de hockey, soit les trois plus importantes compétitions du hockey.
Le 8 mai 2007, l'IIHF, Fédération internationale de hockey sur glace, annonce qu'elle officialiserait le Club Triple Or en remettant à ses membres une médaille commémorative lors du championnat du monde 2008 et des célébrations du centenaire de l'IIHF,,. La cérémonie devait se dérouler au Canada lors de championnat du monde 2008 mais elle fut repoussée pour se tenir en marge de la Coupe Victoria, en septembre 2008,.
La liste compte 31 membres (vingt attaquants, dix défenseurs et un entraîneur) depuis que le Finlandais Valtteri Filppula a été sacré champion olympique puis du monde en 2022. Les premiers membres reconnus étaient les Suédois Tomas Jonsson, Håkan Loob et Mats Näslund après leur titre olympique en 1994. Michael Babcock devient lui le premier et pour l'heure seul entraîneur à remporter les trois compétitions, le 28 février 2010.

## Membres

### Joueurs
En gras : titre qui a permis au joueur d'entrer au club.
| Année | Joueur               | Nationalité | Championnat du monde                     | Jeux olympiques | Coupe Stanley          |
| ----- | -------------------- | ----------- | ---------------------------------------- | --------------- | ---------------------- |
| 1994  | Tomas Jonsson        | Suède       | 1987, 1991                               | 1994            | 1982, 1983             |
| 1994  | Håkan Loob           | Suède       | 1987, 1991                               | 1994            | 1989                   |
| 1994  | Mats Näslund         | Suède       | 1991                                     | 1994            | 1986                   |
| 1996  | Valeri Kamenski      | Russie      | 1986, 1990                               | 1988            | 1996                   |
| 1996  | Alekseï Goussarov    | Russie      | 1989, 1990                               | 1988            | 1996                   |
| 1996  | Peter Forsberg       | Suède       | 1992, 1998, 2006                         | 1994, 2006      | 1996, 2001             |
| 1997  | Viatcheslav Fetissov | Russie      | 1978, 1981, 1982, 1983, 1986, 1989, 1990 | 1984, 1988      | 1997, 1998             |
| 1997  | Igor Larionov        | Russie      | 1982, 1983, 1986, 1989                   | 1984, 1988      | 1997, 1998, 2002       |
| 2000  | Aleksandr Moguilny   | Russie      | 1989                                     | 1988            | 2000                   |
| 2000  | Vladimir Malakhov    | Russie      | 1990                                     | 1992            | 2000                   |
| 2002  | Joseph Sakic         | Canada      | 1997                                     | 2002            | 1996, 2001             |
| 2002  | Brendan Shanahan     | Canada      | 1994                                     | 2002            | 1997, 1998, 2002       |
| 2002  | Robert Blake         | Canada      | 1994, 1997                               | 2002            | 2001                   |
| 2004  | Scott Niedermayer    | Canada      | 2004                                     | 2002, 2010      | 1995, 2000, 2003, 2007 |
| 2005  | Jaromír Jágr         | Tchéquie    | 2005, 2010                               | 1998            | 1991, 1992             |
| 2005  | Jiří Šlégr           | Tchéquie    | 2005                                     | 1998            | 2002                   |
| 2006  | Nicklas Lidström     | Suède       | 1991                                     | 2006            | 1997, 1998, 2002, 2008 |
| 2006  | Fredrik Modin        | Suède       | 1998                                     | 2006            | 2004                   |
| 2007  | Christopher Pronger  | Canada      | 1997                                     | 2002, 2010      | 2007                   |
| 2008  | Henrik Zetterberg    | Suède       | 2006                                     | 2006            | 2008                   |
| 2008  | Mikael Samuelsson    | Suède       | 2006                                     | 2006            | 2008                   |
| 2008  | Niklas Kronwall      | Suède       | 2006                                     | 2006            | 2008                   |
| 2010  | Eric Staal           | Canada      | 2007                                     | 2010            | 2006                   |
| 2010  | Jonathan Toews       | Canada      | 2007                                     | 2010, 2014      | 2010, 2013, 2015       |
| 2011  | Patrice Bergeron     | Canada      | 2004                                     | 2010, 2014      | 2011                   |
| 2015  | Sidney Crosby        | Canada      | 2015                                     | 2010, 2014      | 2009, 2016, 2017       |
| 2016  | Corey Perry          | Canada      | 2016                                     | 2010, 2014      | 2007                   |
| 2018  | Pavel Datsiouk       | Russie      | 2012                                     | 2018            | 2002, 2008             |
| 2019  | Jay Bouwmeester      | Canada      | 2003, 2004                               | 2014            | 2019                   |
| 2022  | Valtteri Filppula    | Finlande    | 2022                                     | 2022            | 2008                   |

| Nation   | Nombre de membres |
| -------- | ----------------- |
| Canada   | 11                |
| Suède    | 9                 |
| Russie   | 7                 |
| Tchéquie | 2                 |
| Finlande | 1                 |

#### Records
- Jonathan Toews est celui qui intègre le Club Triple Or le plus jeune : 22 ans et 42 jours.
- Pavel Datsiouk est celui qui intègre le Club le plus vieux : 39 ans et 220 jours.
- Niklas Kronwall, Mikael Samuelsson et Henrik Zetterberg sont ceux qui patientent le moins longtemps avant leur entrée au Club : 829 jours entre leurs victoires aux Jeux olympiques en 2006 et en Coupe Stanley en 2008.
- Viatcheslav Fetissov est celui qui patiente le plus longtemps avant son entrée au Club : 6964 jours entre ses victoires au championnat du monde en 1978 et en Coupe Stanley en 1997.
- Viatcheslav Fetissov est celui qui possède le plus grand nombre de trophées cumulés, avec 12 titres.
- Viatcheslav Fetissov, Peter Forsberg et Igor Larionov sont les seuls membres du Club à avoir remporté chaque trophée plus d'une fois.

Note : Les Canadiens Franklin Fredrickson, Haldor Halderson, Duncan Munro, Reginald Smith et David Trottier ont tous gagné une Coupe Stanley et un titre olympique qui, de 1920 à 1928, faisait également office de sacre mondial. L'IIHF ne les reconnaît toutefois pas comme membres du Club.

### Entraîneurs
| Année | Entraîneur      | Nationalité | Championnat du monde | Jeux olympiques | Coupe Stanley |
| ----- | --------------- | ----------- | -------------------- | --------------- | ------------- |
| 2010  | Michael Babcock | Canada      | 2004                 | 2010, 2014      | 2008          |